# スーパーエース
スーパーエースは、バレーボールのポジション名称の一つ。攻撃能力に非常に長けたセッター対角（オポジット）の選手を指す。

## 概要
スーパーエースとは、セッター対角のポジションに置かれ、前衛・後衛を問わず積極的に攻撃に参加する選手のことを指す（1980年代に発生した和製英語）。打数も多く、チームの中心的なスパイカーである中垣内祐一や大林素子らに対して 松平康隆が初めて用いた呼び名であるといわれている。

それ以降、特に世界各国の男子代表チームにおいてはセッター対角のポジションは、極めて攻撃能力に長けた大型の選手が務めるスタイルが主流となった。
スーパーエースはサーブレシーブなどの守備を免除されることが多く、前衛のみでなく後衛においても積極的な攻撃参加を求められるため、高いバックアタックの能力が要求される。そのため、高いジャンプ力と、強烈なスパイクを繰り出すためのパワー、そしてスタミナが要求される。通常、2名の対角を組むアウトサイドヒッターとの位置関係から、ライト側からの攻撃参加がメインとなるため、左利きの選手が起用されることが多い。
なお、一般にはチームの中心的なスパイカーがオポジットに配置される場合のみに対してのみ、このスーパーエースの呼称が用いられる。守備的性格のスパイカー、もしくはオールラウンド的なユーティリティープレーヤーがセッターの対角に入る場合は、スーパーエースと区別する呼称としてユニバーサルが用いられる。ちなみにレフト側の攻撃を受け持つ2名のアウトサイドヒッターを「エース」と呼ぶ機会が減ったのと同様、セッター対角のスパイカーはもっぱらオポジットと呼ばれることが多くなり、「スーパーエース」の呼称は、近年は用いられない。